# Aeroportul Fort St. James (Perison)
Aeroportul Fort St. James (Perison) (IATA: YJM, ICAO: CYJM) este un aeroport din Columbia Britanică, Canada.
Situat la o altitudine de 721 m, aeroportul dispune de o singură pistă.